# Eriocaulon heterodoxum
Eriocaulon heterodoxum är en gräsväxtart som beskrevs av Harold Norman Moldenke. Eriocaulon heterodoxum ingår i släktet Eriocaulon och familjen Eriocaulaceae.
Artens utbredningsområde är Guyana. Inga underarter finns listade i Catalogue of Life.